# Tarbagataj (Kraj Zabajkalski)
Tarbagataj – osiedle typu miejskiego w Rosji, w Kraju Zabajkalskim. W 2010 roku liczyło 2227 mieszkańców.